# NGC 936
NGC 936 (другие обозначения — UGC 1929, MCG 0-7-17, ZWG 388.18, PGC 9359) — галактика в созвездии Кит.
Этот объект входит в число перечисленных в оригинальной редакции «Нового общего каталога».
Имеет сплюснутый сфероидальный балдж, имеющий светимость 5,8 миллиардов светимостей Солнца, прямоугольный бар со светимостью 5,6 миллиардов светимостей Солнца и «линзу» со светимостью также 5,6 миллиардов светимостей Солнца. Бар и линза образуют «экспоненциальный профиль». Звёздная динамика бара хорошо изучена. Радиусы орбит звёзд, образующих его, находятся на расстоянии не менее 4 килопарсек от его главной оси при условии, что радиус точек Лагранжа L1 и L2 больше 5 килопарсек. Кривая звёздного вращения должна показывать почти постоянную угловую скорость вращения, а вдоль малой оси бара должны существовать «потоковые движения», которые может маскировать свет от балджа, подавляющий свет от бара.
В галактике вспыхнула сверхновая SN 2003gs типа Ia-p, её пиковая видимая звездная величина составила 14,0.
Галактика NGC 936 входит в состав группы галактик NGC 936. Помимо NGC 936 в группу также входят UGC 1862, NGC 955, UGC 1981, MCG -1-7-20, UGC 1945, NGC 941 и UGC 1839.